# Werner Göbel
Werner Göbel (* 29. September 1924 in Essen; † 11. August 1955 in Herten) war ein deutscher Fußballspieler. Der Defensivspieler hat von 1948 bis 1955 in der Fußball-Oberliga West bei den Vereinen TSG Vohwinkel 80 und Rot-Weiss Essen insgesamt 155 Ligaspiele mit zwei Toren absolviert. Er gehörte in den Jahren 1952 und 1955 den Meisterteams von RW Essen an und kam auch mit der Elf aus Bergeborbeck zu acht Einsätzen in den Endrunden um die deutsche Fußballmeisterschaft. Beim Gewinn des DFB-Pokals 1953 stand er wie gewohnt als rechter Verteidiger in der Endspielelf. Göbel konnte infolge einer rheumatischen Erkrankung in der Endrunde 1955 nur an einem Gruppenspiel teilnehmen. 

## Laufbahn
Von seinem Heimatverein TuRa Essen – während des Zweiten Weltkrieges hatte Göbel zeitweise in Danzig für den SV Neufahrwasser die Kickstiefel geschnürt – kam der Abwehrspieler 1948 nach Wuppertal zur dortigen TSG Vohwinkel 80 und spielte 1948/49 in der Fußball-Oberliga West. Er bestritt an der Seite von Mittelläufer Fritz Pliska und Stürmer Herbert Panse 14 Ligaspiele und erzielte ein Tor. Vohwinkel belegte den siebten Rang und Göbel war zumeist als linker Außenläufer zum Einsatz gekommen. An der Sporthochschule Köln hatte er 1948 erfolgreich unter Lehrgangsleiter Sepp Herberger am ersten Nachkriegslehrgang für Fußball-Lehrer neben den Kollegen Fritz Langner, Fritz Pliska, Hennes Weisweiler und Herbert Widmayer teilgenommen.
Nach diesem Jahr zog es ihn wieder nach Essen zurück, er schloss sich zur Runde 1949/50 Rot-Weiss Essen an. Mit den Bergeborbeckern kam er im ersten Jahr des Vertragsfußballsystems – höchstens 320 DM waren monatlich erlaubt und eine berufliche Tätigkeit war Voraussetzung zur Spielberechtigung – im Westen auf den dritten Platz. Unter Trainer Karl Hohmann hatte er alle 30 Pflichtspiele für die Mannschaft von der Hafenstraße absolviert. Da in diesem Jahr auch der Westdritte in die Endrunde um die deutsche Meisterschaft einzog, erlebte der Verteidiger im Mai 1950 erstmals die Spannung der Endrundenspiele. Am 21. Mai fand das erste Spiel gegen den 1. FC Kaiserslautern in Karlsruhe statt; es endete nach Verlängerung mit einem 2:2. Acht Tage später wurde das Wiederholungsspiel in Köln ausgetragen und die Mannen um Spielmacher Fritz Walter setzten sich in der Verlängerung mit einem 3:2-Erfolg durch. In beiden Partien war Göbel als linker Verteidiger aktiv.
Als zur Saison 1951/52 mit Helmut Rahn ein weiterer torgefährlicher Stürmer neben August Gottschalk und Bernhard Termath zu RWE gekommen war, feierte Göbel mit seinen Mannschaftskameraden erstmals den Gewinn der Meisterschaft in der Oberliga West. In der Endrunde kam er gegen Tennis Borussia Berlin, VfB Stuttgart und den VfL Osnabrück auf fünf Spiele. Die "Schwaben" setzten sich aber in den Gruppenspielen durch und holten auch die Meisterschale nach Stuttgart. Trotz der Verstärkungen Fritz Herkenrath und Franz Islacker konnte 1952/53 der Westtitel nicht verteidigt werden und Essen kam auf den dritten Rang. Aber im erstmals nach dem Zweiten Weltkrieg ausgespielten DFB-Pokal konnte sich die Mannschaft von "Patron" Georg Melches schadlos halten. Nach Erfolgen gegen Jahn Regensburg, VfL Osnabrück, Hamburger SV und im Halbfinale gegen Waldhof Mannheim setzten sich die Rot-Weissen auch im Finale am 1. Mai 1953 in Düsseldorf gegen den Westrivalen Alemannia Aachen mit 2:1 Toren durch. In der Abwehr hatte sich der Pokalsieger mit Fritz Herkenrath, dem Verteidigerpaar Göbel und Willi Köchling, sowie der Läuferreihe Paul Jahnel, Heinz Wewers und Clemens Wientjes dabei formiert.
Zur Vizemeisterschaft in der Oberliga West 1953/54 hatte Göbel mit 23 Ligaeinsätzen seinen Beitrag geleistet. Durch die Fußballweltmeisterschaft im Sommer 1954 in der Schweiz nahm der Westvize aber nicht an der reduzierten Endrunde um die deutsche Meisterschaft 1954 teil. Göbel und Kollegen wurden aber durch Melches mit einer neunwöchigen Süd- und Nordamerikareise – Start war am 23. April 1955 – mehr als entschädigt. In der Runde 1954/55 kam der Defensivspieler auf 20 Einsätze und RWE holte sich unter dem neuen Trainer Fritz Szepan die Westmeisterschaft. Die Rot-Weissen starteten am 15. Mai 1955 mit einem 4:0-Heimsieg gegen den Nordvertreter TuS Bremerhaven 93 erfolgreich in die Endrunde. Das Schlussdreieck bildeten Herkenrath und das Verteidigerpaar Göbel und Köchling. Durch eine rheumatische Erkrankung musste Göbel danach durch Joachim Jänisch – er hatte in der Oberligarunde acht Spiele bestritten – ersetzt werden.
Der Betriebssportlehrer der Zeche Ewald in Herten verstarb kurz nach dem Endspieltriumph am 26. Juni 1955 im Juli an den Folgen eines häuslichen Unfalls, als er einem tödlichen Stromschlag erlag. Für Rot-Weiss Essen hatte er von 1949 bis 1955 in der Fußball-Oberliga West 141 Spiele absolviert und dabei ein Tor erzielt.